# Macroglossum inusitata
Macroglossum inusitata är en fjärilsart som beskrevs av Swinhoe 1892. Macroglossum inusitata ingår i släktet Macroglossum och familjen svärmare. Inga underarter finns listade i Catalogue of Life.